# アシロマ会議
アシロマ会議（英語：Asilomar conference）は1975年にアメリカ合衆国カリフォルニア州アシロマ（en）で開催された遺伝子組換えに関するガイドラインが議論された国際会議。28か国から140人ほどの専門家が参加した。科学者自らが研究の自由を束縛してまでも自らの社会責任を問うたことで科学史に残る。

## 歴史的経緯
当時は DNA の二重らせん構造が明らかにされたことを受けて分子生物学が爆発的な成長を遂げつつあった。制限酵素、ライゲーション、形質転換など遺伝子組み換えの基礎となる技術が樹立され、大腸菌を用いて発ガン性ウイルスの研究などが着手されつつあった。
科学者の中には無限の可能性を手に入れたと驚喜する者がいる一方で、この新たな技術が重大な危険性をはらんでいることを指摘する者もいた。例えば大腸菌のように人の体内で生育する細菌が新たな病原性を獲得した場合、それらは容易に広まりうる可能性をもっている。またこの技術は細菌兵器などに容易に応用されうる。生物によるこのような災害をバイオハザードという。当時公害に関する規制は強化されつつあったものの、生物実験施設に対する規制はなかった。
発端は組み換え技術を開発したポール・バーグが腫瘍学者のロバート・ポラックにその危険性を指摘されたことに始まる。最初は反発したバーグだったがポラックに説得され、米科学雑誌サイエンスにジェームズ・ワトソンらなどと連名で遺伝子組み換えのガイドラインに関する国際会議を行うことを呼びかける。この会議はアシロマの国際会議場で開催された。
会議は「生物学的封じ込め」によって合意をみる。また各国はこの会議に基づいて「物理学的封じ込め」などのガイドライン制定を行った。日本では「組換えDNA実験指針」が取り決められた。
遺伝子組み換え生物による生物多様性の破壊を防ぐためにカルタヘナ議定書が2003年11月21日に締結された。日本ではこれに対応するための国内法（カルタヘナ法）が制定され、組換えDNA実験指針に代わって規制の中心となっている。

## 生命倫理の観点から
科学者が自ら束縛を許容した背景には、当時の分子生物学者には戦後に核物理学から転向した者が多く、自分達の科学技術が原子爆弾に応用されたことへの反省もあったと思われる。
現在の生物学・生命科学は様々な倫理的問題を潜在的・顕在的に抱えており、アシロマ会議は生物学における倫理規制の古典的な例として引き合いに出されることも多い。